# Edmond Hoyle

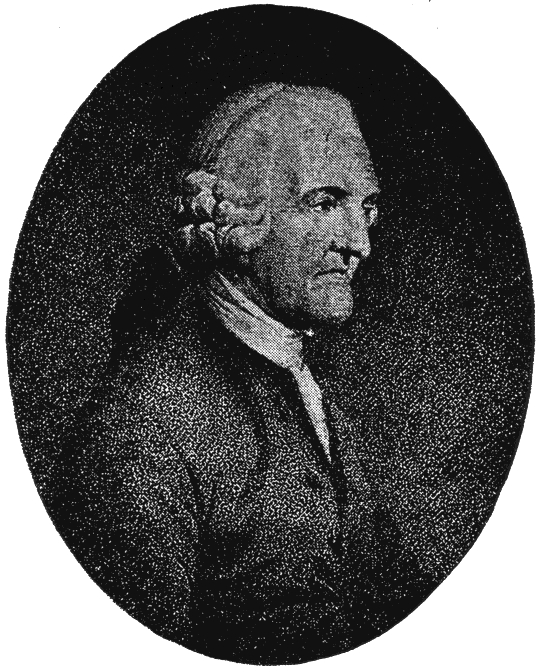
Edmond Hoyle

Edmond Hoyle, auch Edmund Hoyle (* 1672; † 29. August 1769), war ein britischer Spieleexperte im 18. Jahrhundert.

## Leben
Über das Leben Edmond Hoyles ist nur wenig bekannt; möglicherweise machte er eine Ausbildung zum Rechtsanwalt. Im Jahre 1741 begann Hoyle als Whist-Lehrer für Mitglieder der Upper Class zu arbeiten und verfasste die Broschüre A Short Treatise on the Game of Whist, die er an seine Schüler verkaufte. Dieses Werk wurde sehr populär, und es kamen unautorisierte Kopien in Umlauf. Um dies zu vermeiden, ließ Hoyle sein Werk durch ein Copyright schützen.
Anknüpfend an den Erfolg dieser Schrift verfasste Hoyle weitere kurze Bücher über Backgammon, Schach, Quadrille (ein dem L’Hombre ähnliches Spiel für vier Personen), Piquet und Brag (einen Vorläufer des Poker-Spiels). Im Jahre 1746 erschienen diese Broschüren in einem einzelnen Band.
Die ersten Editionen von Hoyles Werken sind sehr gefragte Sammlerstücke, von der ersten Auflage des Short Treatise on the Game of Whist sind noch zwei Exemplare erhalten, eines befindet sich in der Bodleian Library in Oxford. Von der Erstausgabe seines Werkes über Backgammon existiert noch ein Exemplar im Harry Ransom Humanities Research Center der University of Texas in Austin.
Hoyles Buch über Whist galt als autoritativ, bis im Jahre 1864 John Loraine Baldwin die Regeln neu fasste, und diese vom Arlington und Portland Club übernommen wurden.
Die im englischen Sprachraum geläufige Redewendung according to Hoyle bedeutet so viel wie streng nach den Regeln. Hoyle’s Short Treatise on the Game of Whist war allerdings weniger eine Beschreibung der Regeln, als vielmehr eine Unterweisung in den Grundprinzipien des Spiels.
Viele moderne Bücher über Spiele, wie etwa
- The Complete Hoyle’s Games Revised & updated by Lawrence H. Dawson, London 1950, Wordsworth Reference, reprint 1994, ISBN 1-85326-316-8
- Albert H. Morehead, Richard L. Frey, Geoffrey Mott-Smith: The New Complete Hoyle Revised, Doubleday, New York, 1991
- Albert H. Morehead, Geoffrey Mott-Smith: Hoyle’s Rules of Games, 2nd revised edition. A Signet Book, 1983

enthalten den Namen Hoyle im Titel, doch bedeutet dies lediglich, dass diese Werke sich in der Tradition von Edmond Hoyle verstehen. Zur Erinnerung an seine Verdienste um verschiedene Spiele wurde Edmond Hoyle im Jahre 1979 in die Poker Hall of Fame aufgenommen.

## Ehrungen
- 1979 wurde Hoyle in die Poker Hall of Fame berufen